# Bohpa
Bohpa is een geslacht van vliesvleugeligen uit de familie Pteromalidae. De wetenschappelijke naam van dit geslacht is voor het eerst geldig gepubliceerd in 1991 door Darling.

## Soorten
Het geslacht Bohpa is monotypisch en omvat slechts de volgende soort:
- Bohpa maculata Darling, 1991